# 乃々れいあ
乃々 れいあ（のの れいあ、9月11日 - ）は、宝塚歌劇団月組に所属する娘役。
福岡県福岡市、筑紫女学園高等学校出身。身長163cm。愛称は「ののこ」。

## 来歴
2021年、宝塚音楽学校入学。
2023年、音楽学校卒業後、宝塚歌劇団に109期生として入団。入団時の成績は9番。雪組公演「Lilacの夢路／ジュエル・ド・パリ!!」で初舞台。その後、月組に配属。
2024年、月城かなと・海乃美月トップコンビ退団公演となる「Eternal Voice」で新人公演初ヒロイン。入団2年目での抜擢となった。

## 主な舞台

### 初舞台
- 2023年4 - 5月、雪組『Lilac（ライラック）の夢路』『ジュエル・ド・パリ!!』（宝塚大劇場のみ）

### 月組時代
- 2023年8 - 9月、『フリューゲル-君がくれた翼-』 - 新人公演：ヨナス（少年）（本役：朝香ゆらら）『万華鏡百景色（ばんかきょうひゃくげしき）』（宝塚大劇場）
- 2023年10 - 11月、『フリューゲル-君がくれた翼-』『万華鏡百景色（ばんかきょうひゃくげしき）』（東京宝塚劇場）
- 2024年1 - 2月、『Golden Dead Schiele』（バウホール） - 線描のダンサー
- 2024年3 - 5月、『Eternal Voice 消え残る想い』『Grande TAKARAZUKA 110!』（宝塚大劇場）[注釈 1]
- 2024年6 - 7月、『Eternal Voice 消え残る想い』 - 新人公演：アデーラ（本役：海乃美月）『Grande TAKARAZUKA 110!』（東京宝塚劇場） 新人公演初ヒロイン[3]
- 2024年8 - 9月、『BLUFF（ブラフ）』（プレイハウス・バウホール） - キティ
- 2024年11 - 2025年3月、『ゴールデン・リバティ』 - ルアナ、新人公演：パール（本役：彩みちる）『PHOENIX RISING（フェニックス・ライジング）』
- 2025年4 - 5月、『花の業平』 - 若葉『PHOENIX RISING』（全国ツアー）
- 2025年7 - 11月、『GUYS AND DOLLS』 - 紙人形売りの女、新人公演：ミス・アデレイド（本役：彩みちる／彩海せら）